# Daniel Islas
Daniel Alejandro Islas (Buenos Aires, Argentina; 19 de febrero de 1979) es un exfutbolista argentino. Jugaba como arquero y su primer equipo fue Independiente. Su último club antes de retirarse fue Sarmiento de Junín. Es hermano menor de Luis Islas y mellizo de Pablo Islas, ambos exfutbolistas también.
En la actualidad es entrenador de arqueros en las divisiones inferiores de Tigre.

## Trayectoria

### Inferiores en Independiente
Realizó las divisiones inferiores en Argentinos Juniors. También en el conjunto de Independiente cuando su hermano, Luis Islas, estaba en el arco del conjunto de Avellaneda.

### Debut e inicios en Tigre
Debutó en la Primera División en 1998 y solo jugó dos encuentros. Dejó la institución, a causa de no tener continuidad, y se fue a jugar a Tigre en el Nacional B, donde fue suplente en el arco que defendió su hermano Luis. Ante el alejamiento de Luis debutó en el arco matador el 12 de noviembre de 2000 en un empate 0 a 0 frente a Banfield.

### Los Andes, Chicago y Huracán (TA)
En el año 2002 luego del descenso del equipo de Victoria se incorporó a Los Andes. Después de estar una temporada en el ”milrayitas”, acordó su incorporación con Nueva Chicago a mediados de 2003 cuando su DT era el Beto Márcico. Se quedó dos temporadas; en la máxima categoría jugó la primera y descendió al Nacional B en la siguiente. En junio de 2005 dejó al Torito de Mataderos, luego de malos rendimientos, y fichó con Huracán de Tres Arroyos en la categoría de ascenso.

### Segundo paso por Tigre
Enero de 2007 marcó su regreso a la institución de Tigre. De la mano de Diego Cagna llegó para intentar el ascenso a Primera que se dio a mediados de 2007. Fue figura en los subcampeonatos logrados por el club en el Apertura 2007 y el Apertura 2008. A principios de 2011 fue tentado por el Colo-Colo, dirigido por su extécnico Diego Cagna, pero Tigre no aceptó desprenderse del jugador.

## Clubes
| Club                    | País      | Año       | PJ  |
| ----------------------- | --------- | --------- | --- |
| Independiente           | Argentina | 1997-1999 | 2   |
| Tigre                   | Argentina | 2000-2002 | 33  |
| Los Andes               | Argentina | 2002-2003 | 17  |
| Nueva Chicago           | Argentina | 2003-2005 | 37  |
| Huracán de Tres Arroyos | Argentina | 2005-2006 | 55  |
| Tigre                   | Argentina | 2007-2012 | 164 |
| Huracán                 | Argentina | 2012-2013 | 17  |
| Unión de Santa Fe       | Argentina | 2013      | 17  |
| Sarmiento de Junín      | Argentina | 2014      | 0   |
| Total                   | Total     | Total     | 342 |

## Selección nacional
En 1995 integró la Selección Argentina Sub-17 en el Sudamericano de Perú y en la Copa Mundial disputada en Ecuador.

### Participaciones en Sudamericanos
| Sudamericano                | Sede | Resultado  |
| --------------------------- | ---- | ---------- |
| Sudamericano Sub-17 de 1995 | Perú | Subcampeón |

### Participaciones en Copas del Mundial
| Copa Mundial                | Sede    | Resultado     |
| --------------------------- | ------- | ------------- |
| Copa Mundial Sub-17 de 1995 | Ecuador | Tercer puesto |

## Palmarés
| Título                     | Club  | País      | Año  |
| -------------------------- | ----- | --------- | ---- |
| Ascenso a Primera División | Tigre | Argentina | 2007 |